# Bartolomeo Ramenghi

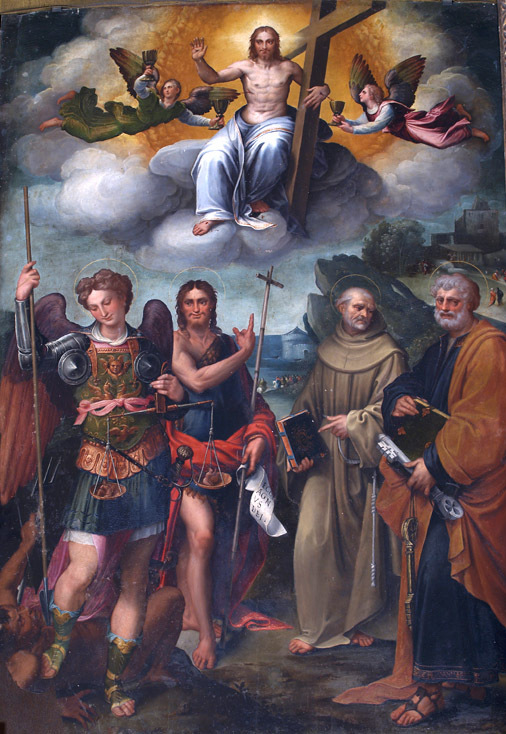
Redentore e santi, Collegiata di San Michele Arcangelo, Bagnacavallo

Bartolomeo Ramenghi, noto anche con la grafia Bartolommeo e detto il Bagnacavallo "Senior" o il Baruffaldi, (Bagnacavallo, 1484 – Bologna, 1542), è stato un pittore italiano del Rinascimento attivo nello Stato Pontificio.

## Biografia
Gli venne affibbiato il nomignolo di Bagnacavallo mutuato dal suo paese natale nella Legazione di Romagna. Fu allievo di Francesco Francia e Lorenzo Costa e poi si trasferì a Roma dove divenne allievo di Raffaello. Mentre era presso la bottega di Raffaello, lavorò con altri pittori alla decorazione di diversi ambienti del Vaticano, anche se non sono noti i locali a cui lavorò.
Divenne un artista importante dopo il suo ritorno a Bologna. Le sue opere vennero tenute in grande considerazione da Guido Reni e dai Carracci. Fra le sue opere realizzate a Bologna vi sono Disputa di sant'Agostino e una Madonna con Bambino.
Morì a Bologna e fra i suoi allievi ebbe Cesare Aretusi. Suo figlio Giovanni Battista Ramenghi (il Bagnacavallo Junior) fu pure un affermato pittore.

## Opere

### Tavole
- Madonna con Bambino e san Giovannino (1500-1510), Carpi, Fondazione Severi
- Madonna con Bambino, san Francesco d'Assisi e san Girolamo (1500-1510), Cesena, Fondazione Cassa di Risparmio di Cesena
- Matrimonio mistico di santa Caterina e santi (1515-1520), Pinacoteca Nazionale di Bologna (inv. 527)
- Sacra Famiglia con san Benedetto, san Paolo e santa Maria Maddalena (1520-1525), Pinacoteca Nazionale di Bologna (inv. 544)
- Cristo redentore in gloria con i santi Michele arcangelo, Giovanni Battista, Bernardino da Siena e Pietro (1525 circa), presso la chiesa di San Michele arcangelo, Bologna
- La Madonna col Bambino e San Francesco (1520-1530), Pinacoteca civica di Forlì
- Madonna con Bambino in trono tra sant'Amedeo vescovo e sant'Antonio Abate (firmato e datato 1529)
- La Sacra Famiglia e san Giovannino, Pinacoteca civica di Forlì
- La Madonna in trono con il Bambino fra i santi Giovanni Battista e Giuseppe (post. 1520), Treviso, Collezione Giuseppe Alessandra
- La Madonna con il Bambino fra i santi Antonio da Padova e Caterina (1530 - 40), Perugia, Cassa di Risparmio
- La Madonna con il Bambino fra i santi Rocco e Maria Maddalena (2º decennio del 1500), già Milano, asta Porro 1.11. 2007, lotto 165

### Affreschi
- Storie di santa Cecilia, Oratorio di Santa Cecilia, Bologna (1505-1507)
  - Santa Cecilia di fronte ad Almachio
  - Santa Cecilia e san Valeriano incoronati da un angelo
- Visita della Vergine a Santa Elisabetta, Chiesa dei Santi Vitale e Agricola in Arena, Bologna